# Minyas viridula
Minyas viridula is een zeeanemonensoort uit de familie Minyadidae.
Minyas viridula is voor het eerst wetenschappelijk beschreven door Quoy & Gaimard in 1833.